# Eugenia platyphylla
Eugenia platyphylla är en myrtenväxtart som beskrevs av Otto Karl Berg. Eugenia platyphylla ingår i släktet Eugenia och familjen myrtenväxter. Inga underarter finns listade i Catalogue of Life.